# Czernyola atrifrons
Czernyola atrifrons är en tvåvingeart som beskrevs av Malloch 1942. Czernyola atrifrons ingår i släktet Czernyola och familjen träflugor.
Artens utbredningsområde är Guam. Inga underarter finns listade i Catalogue of Life.